# 2008-as Formula–1 ausztrál nagydíj
Az ausztrál nagydíj a 2008-as Formula–1 világbajnokság első versenye. 2008. március 14. és 16. között rendezték meg a Melbourne Grand Prix Circuit-ön, Melbourneben, Ausztráliában. Ausztrália 23-adszor adott helyet Formula–1-es versenynek, 13-adszor a melbournei utcai pályán. Ezen a versenyen debütált a Spyker örökébe lépő Force India csapat, valamint két versenyző: Nelson Piquet Jr. és Sébastien Bourdais. Ez volt 2001 óta az első verseny a Formula–1-ben, melyen kipörgésgátló nélkül versenyeztek, emiatt sok baleset is történt, összesen heten értek célba. A futamot Lewis Hamilton nyerte, így az egyéni világbajnokságot a versenyt követően Hamilton, a konstruktőrit a McLaren vezette.

## Szabadedzések
Az első szabadedzést Kimi Räikkönen, a másodikat Lewis Hamilton, a harmadikat Robert Kubica nyerte.

### Első szabadedzés
| Helyezés | Név                  | Csapat/Motor        | Elért idő  | Különbség | Futott kör |
| -------- | -------------------- | ------------------- | ---------- | --------- | ---------- |
| 1        | Kimi Räikkönen       | Ferrari             | 1:26.461   |           | 25         |
| 2        | Lewis Hamilton       | McLaren-Mercedes    | 1:26.948   | + 0.487   | 21         |
| 3        | Felipe Massa         | Ferrari             | 1:26.958   | + 0.497   | 25         |
| 4        | Heikki Kovalainen    | McLaren-Mercedes    | 1:27.114   | + 0.653   | 19         |
| 5        | Mark Webber          | Red Bull-Renault    | 1:28.263   | + 1.802   | 18         |
| 6        | Fernando Alonso      | Renault             | 1:28.360   | + 1.899   | 22         |
| 7        | Robert Kubica        | BMW Sauber          | 1:28.579   | + 2.118   | 12         |
| 8        | Timo Glock           | Toyota              | 1:28.913   | + 2.452   | 16         |
| 9        | Sebastian Vettel     | Toro Rosso-Ferrari  | 1:28.957   | + 2.496   | 22         |
| 10       | Jarno Trulli         | Toyota              | 1:29.014   | + 2.553   | 23         |
| 11       | Jenson Button        | Honda               | 1:29.124   | + 2.663   | 25         |
| 12       | Giancarlo Fisichella | Force India-Ferrari | 1:29.230   | + 2.769   | 24         |
| 13       | David Coulthard      | Red Bull-Renault    | 1:29.301   | + 2.840   | 5          |
| 14       | Sébastien Bourdais   | Toro Rosso-Ferrari  | 1:29.363   | + 2.902   | 32         |
| 15       | Rubens Barrichello   | Honda               | 1:29.533   | + 3.072   | 17         |
| 16       | Nick Heidfeld        | BMW Sauber          | 1:29.561   | + 3.100   | 7          |
| 17       | Adrian Sutil         | Force India-Ferrari | 1:30.155   | + 3.694   | 13         |
| 18       | Nelson Piquet Jr.    | Renault             | 1:30.357   | + 3.896   | 21         |
| 19       | Szató Takuma         | Super Aguri-Honda   | 1:31.048   | + 4.587   | 7          |
| 20       | Anthony Davidson     | Super Aguri-Honda   | 1:31.771   | + 5.310   | 7          |
| 21       | Nakadzsima Kazuki    | Williams-Toyota     | 1:35.053   | + 8.592   | 3          |
| 22       | Nico Rosberg         | Williams-Toyota     | idő nélkül |           | 3          |

### Második szabadedzés
| Helyezés | Név                  | Csapat/Motor        | Elért idő | Különbség | Futott kör |
| -------- | -------------------- | ------------------- | --------- | --------- | ---------- |
| 1        | Lewis Hamilton       | McLaren-Mercedes    | 1:26.559  |           | 33         |
| 2        | Mark Webber          | Red Bull-Renault    | 1:27.473  | + 0.914   | 27         |
| 3        | Felipe Massa         | Ferrari             | 1:27.640  | + 1.081   | 29         |
| 4        | Heikki Kovalainen    | McLaren-Mercedes    | 1:27.683  | + 1.124   | 28         |
| 5        | David Coulthard      | Red Bull-Renault    | 1:28.037  | + 1.478   | 26         |
| 6        | Kimi Räikkönen       | Ferrari             | 1:28.208  | + 1.649   | 28         |
| 7        | Jarno Trulli         | Toyota              | 1:28.292  | + 1.733   | 22         |
| 8        | Nico Rosberg         | Williams-Toyota     | 1:28.352  | + 1.793   | 31         |
| 9        | Giancarlo Fisichella | Force India-Ferrari | 1:28.469  | + 1.910   | 32         |
| 10       | Timo Glock           | Toyota              | 1:28.582  | + 2.023   | 28         |
| 11       | Jenson Button        | Honda               | 1:28.632  | + 2.073   | 30         |
| 12       | Nick Heidfeld        | BMW Sauber          | 1:28.731  | + 2.172   | 32         |
| 13       | Fernando Alonso      | Renault             | 1:28.779  | + 2.220   | 37         |
| 14       | Rubens Barrichello   | Honda               | 1:28.849  | + 2.290   | 28         |
| 15       | Robert Kubica        | BMW Sauber          | 1:28.860  | + 2.301   | 35         |
| 16       | Nakadzsima Kazuki    | Williams-Toyota     | 1:29.077  | + 2.518   | 33         |
| 17       | Adrian Sutil         | Force India-Ferrari | 1:29.161  | + 2.602   | 32         |
| 18       | Sebastian Vettel     | Toro Rosso-Ferrari  | 1:29.193  | + 2.634   | 40         |
| 19       | Nelson Piquet Jr.    | Renault             | 1:29.518  | + 2.959   | 14         |
| 20       | Sébastien Bourdais   | Toro Rosso-Ferrari  | 1:29.605  | + 3.046   | 11         |
| 21       | Szató Takuma         | Super Aguri-Honda   | 1:30.663  | + 4.104   | 16         |
| 22       | Anthony Davidson     | Super Aguri-Honda   | 1:31.527  | + 4.968   | 8          |

### Harmadik szabadedzés
| Helyezés | Név                  | Csapat/Motor        | Elért idő | Különbség | Futott kör |
| -------- | -------------------- | ------------------- | --------- | --------- | ---------- |
| 1        | Robert Kubica        | BMW Sauber          | 1:25.613  |           | 18         |
| 2        | Nick Heidfeld        | BMW Sauber          | 1:25.950  | + 0.337   | 16         |
| 3        | Fernando Alonso      | Renault             | 1:26.082  | + 0.469   | 14         |
| 4        | Nico Rosberg         | Williams-Toyota     | 1:26.171  | + 0.558   | 17         |
| 5        | David Coulthard      | Red Bull-Renault    | 1:26.385  | + 0.772   | 14         |
| 6        | Mark Webber          | Red Bull-Renault    | 1:26.407  | + 0.794   | 17         |
| 7        | Jenson Button        | Honda               | 1:26.502  | + 0.889   | 18         |
| 8        | Sebastian Vettel     | Toro Rosso-Ferrari  | 1:26.663  | + 1.050   | 18         |
| 9        | Giancarlo Fisichella | Force India-Ferrari | 1:26.682  | + 1.069   | 18         |
| 10       | Jarno Trulli         | Toyota              | 1:26.882  | + 1.269   | 11         |
| 11       | Felipe Massa         | Ferrari             | 1:27.020  | + 1.407   | 19         |
| 12       | Lewis Hamilton       | McLaren-Mercedes    | 1:27.084  | + 1.471   | 14         |
| 13       | Timo Glock           | Toyota              | 1:27.162  | + 1.549   | 15         |
| 14       | Kimi Räikkönen       | Ferrari             | 1:27.163  | + 1.550   | 17         |
| 15       | Nelson Piquet Jr.    | Renault             | 1:27.284  | + 1.671   | 13         |
| 16       | Rubens Barrichello   | Honda               | 1:27.333  | + 1.720   | 18         |
| 17       | Adrian Sutil         | Force India-Ferrari | 1:27.489  | + 1.876   | 18         |
| 18       | Sébastien Bourdais   | Toro Rosso-Ferrari  | 1:27.578  | + 1.965   | 17         |
| 19       | Nakadzsima Kazuki    | Williams-Toyota     | 1:27.601  | + 1.988   | 15         |
| 20       | Heikki Kovalainen    | McLaren-Mercedes    | 1:27.992  | + 2.379   | 15         |
| 21       | Szató Takuma         | Super Aguri-Honda   | 1:28.363  | + 2.750   | 13         |
| 22       | Anthony Davidson     | Super Aguri-Honda   | 1:28.912  | + 3.299   | 15         |

## Időmérő edzés

### Első rész
2008-ban az időmérő rendszert kissé megváltoztatták, az első rész hosszát 15-ről 20 percre növelték, a harmadikat 5 perccel csökkentették a tavalyihoz képest, így az 10 perces lett. Az első szekciót Heikki Kovalainen nyerte a McLarennel, a kiesők Szató Takuma, Anthony Davidson, Adrian Sutil, Nelsinho Piquet, Sébastien Bourdais és Giancarlo Fisichella lettek. Fisichella a versenyen azonban a tizenhatodik helyről indult, mivel Timo Glock kétszer öt helyes rajtbüntetést kapott egy váltócseréért és Mark Webber feltartásáért. Räikkönen az edzés végén üzemanyagnyomás problémák miatt a bokszutca bejárata előtt néhány méterrel leállt, szerelői tolták be a boxba. A versenybírók külső segítség igénybevétele miatt kizárták a finnt az utolsó kettő etapból.

### Második rész
A második szakasz elindulása után nem sokkal Mark Webber autója a kavicságyba csúszott ki elég rossz helyre, emiatt az edzést egy rövid ideig megszakították. A leggyorsabb időt Hamilton autózta, de nem sokkal maradt le róla a lengyel Robert Kubica sem. A Toro Rossós Sebastian Vettel, és a két Toyota is bejutott az utolsó etapba. A kiesők Räikkönen, Webber, Nakadzsima, a kétszeres világbajnok Fernando Alonso, Button és Rubens Barrichello lettek.

### Harmadik rész
Vettel a nem tudott mért kört futni olajproblémák miatt. A pole pozíciót Lewis Hamilton szerezte meg, a BMW-s Robert Kubica néhány századdal a második lett úgy, hogy az egyik kanyarban a műfüvön, nem a pályán fordult el. Kovalainen harmadik, Massa negyedik lett. Nick Heidfeld az ötödik, Jarno Trulli a hatodik helyet szerezte meg. Mögöttük Nico Rosberg és David Coulthard végzett. Glock bár kilencedik lett, a versenyen csak a tizenkilencedik helyről indulhatott. Vettel tizedik lett mért kör nélkül.

### Az edzés végeredménye
| Helyezés | Versenyző            | Csapat/Motor        | 1. rész  | 2. rész       | 3. rész      |
| -------- | -------------------- | ------------------- | -------- | ------------- | ------------ |
| 1        | Lewis Hamilton       | McLaren-Mercedes    | 1:26.572 | 1:25.187      | 1:26.714     |
| 2        | Robert Kubica        | BMW Sauber          | 1:26.103 | 1:25.315      | 1:26.869     |
| 3        | Heikki Kovalainen    | McLaren-Mercedes    | 1:25.664 | 1:25.452      | 1:27.079     |
| 4        | Felipe Massa         | Ferrari             | 1:25.994 | 1:25.691      | 1:27.178     |
| 5        | Nick Heidfeld        | BMW Sauber          | 1:25.960 | 1:25.518      | 1:27.236     |
| 6        | Jarno Trulli         | Toyota              | 1:26.427 | 1:26.101      | 1:28.527     |
| 7        | Nico Rosberg         | Williams-Toyota     | 1:26.295 | 1:26.059      | 1:28.687     |
| 8        | David Coulthard      | Red Bull-Renault    | 1:26.381 | 1:26.063      | 1:29.041     |
| 9        | Sebastian Vettel     | Toro Rosso-Ferrari  | 1:26.702 | 1:25.842      | idő nélkül*  |
| 10       | Rubens Barrichello   | Honda               | 1:26.369 | 1:26.173      |              |
| 11       | Fernando Alonso      | Renault             | 1:26.907 | 1:26.188      |              |
| 12       | Jenson Button        | Honda               | 1:26.712 | 1:26.259      |              |
| 13       | Nakadzsima Kazuki    | Williams-Toyota     | 1:26.891 | 1:26.413      |              |
| 14       | Mark Webber          | Red Bull-Renault    | 1:26.914 | idő nélkül**  |              |
| 15       | Kimi Räikkönen       | Ferrari             | 1:26.140 | idő nélkül*** |              |
| 16       | Giancarlo Fisichella | Force India-Ferrari | 1:27.207 |               |              |
| 17       | Sébastien Bourdais   | Toro Rosso-Ferrari  | 1:27.446 |               |              |
| 18       | Adrian Sutil         | Force India-Ferrari | 1:27.859 |               |              |
| 19       | Timo Glock           | Toyota              | 1:26.919 | 1:26.164      | 1:29.593**** |
| 20       | Szató Takuma         | Super Aguri-Honda   | 1:28.208 |               |              |
| 21       | Nelson Piquet Jr.    | Renault             | 1:28.330 |               |              |
| 22       | Anthony Davidson     | Super Aguri-Honda   | 1:29.059 |               |              |

* Sebastian Vettel bejutott az időmérő edzés harmadik szakaszába, de nem futott mért kört.

** Mark Webber bejutott az időmérő edzés második szakaszába, de ott kicsúszás miatt nem tudott értékelhető időt elérni.

*** Kimi Räikkönen időeredménye alapján bejutott az edzés második szakaszába, de külső segítség igénybevétele miatt kizárták az edzés hátralevő részéből.

**** Timo Glock az időmérő edzésen elért helyezéséhez képest tíz hellyel hátrébb indul a versenyen, mert autójában a szabadedzések során váltót cseréltek, és megbüntették Mark Webber feltartásáért.

## Futam

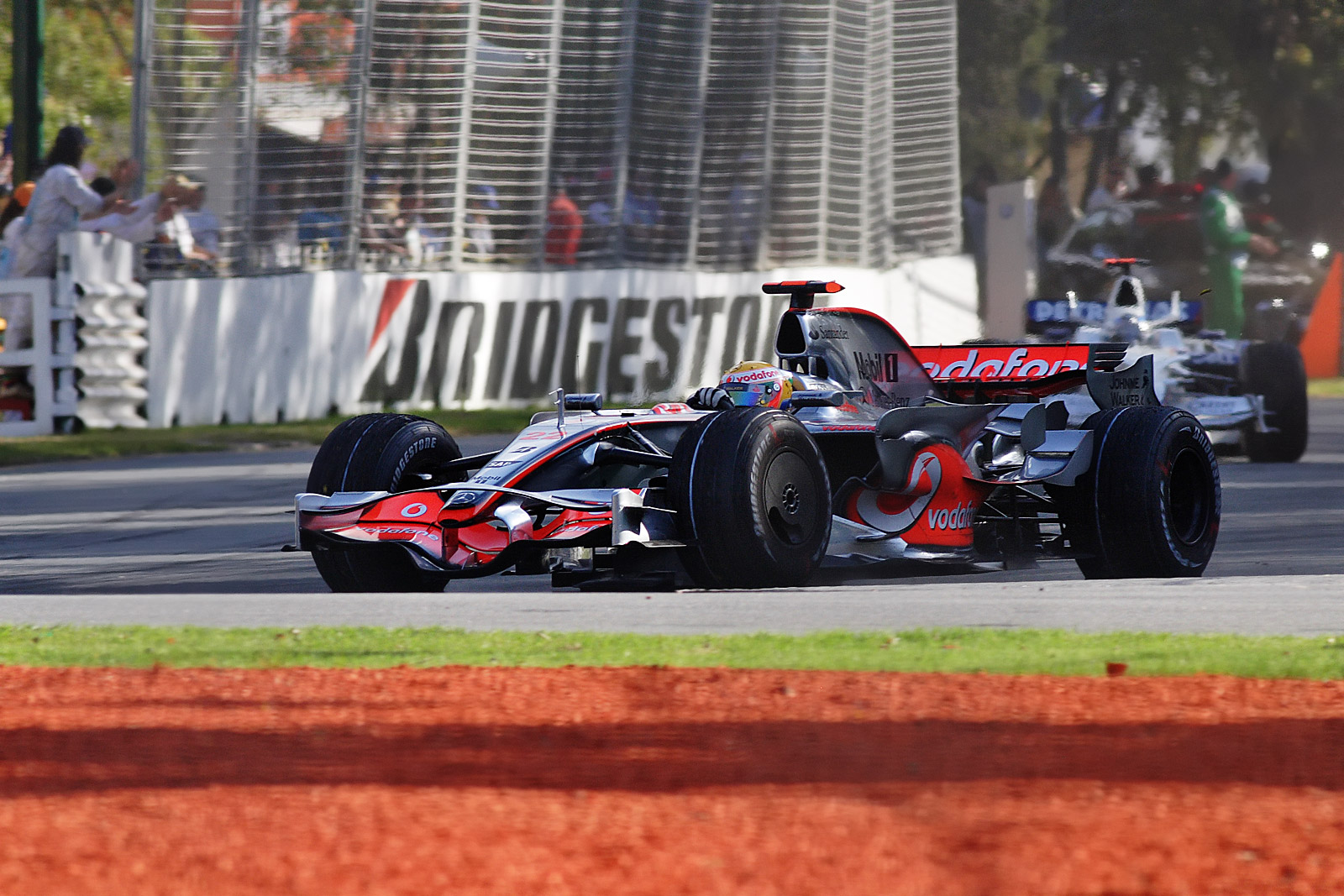
Lewis Hamilton rajt-cél győzelmet aratott a 2008-as ausztrál nagydíjon

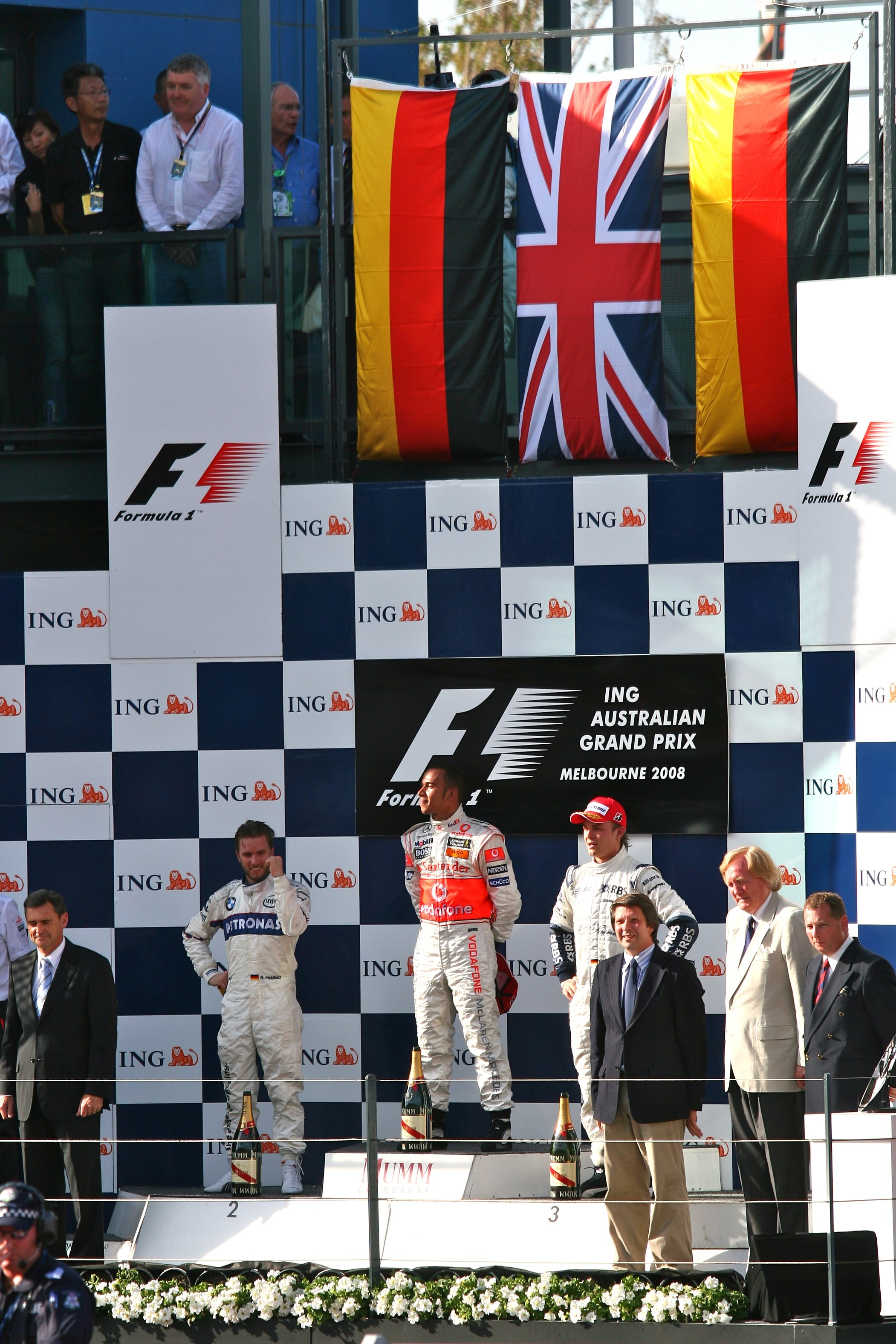
Az ausztrál nagydíj dobogós helyezettjei

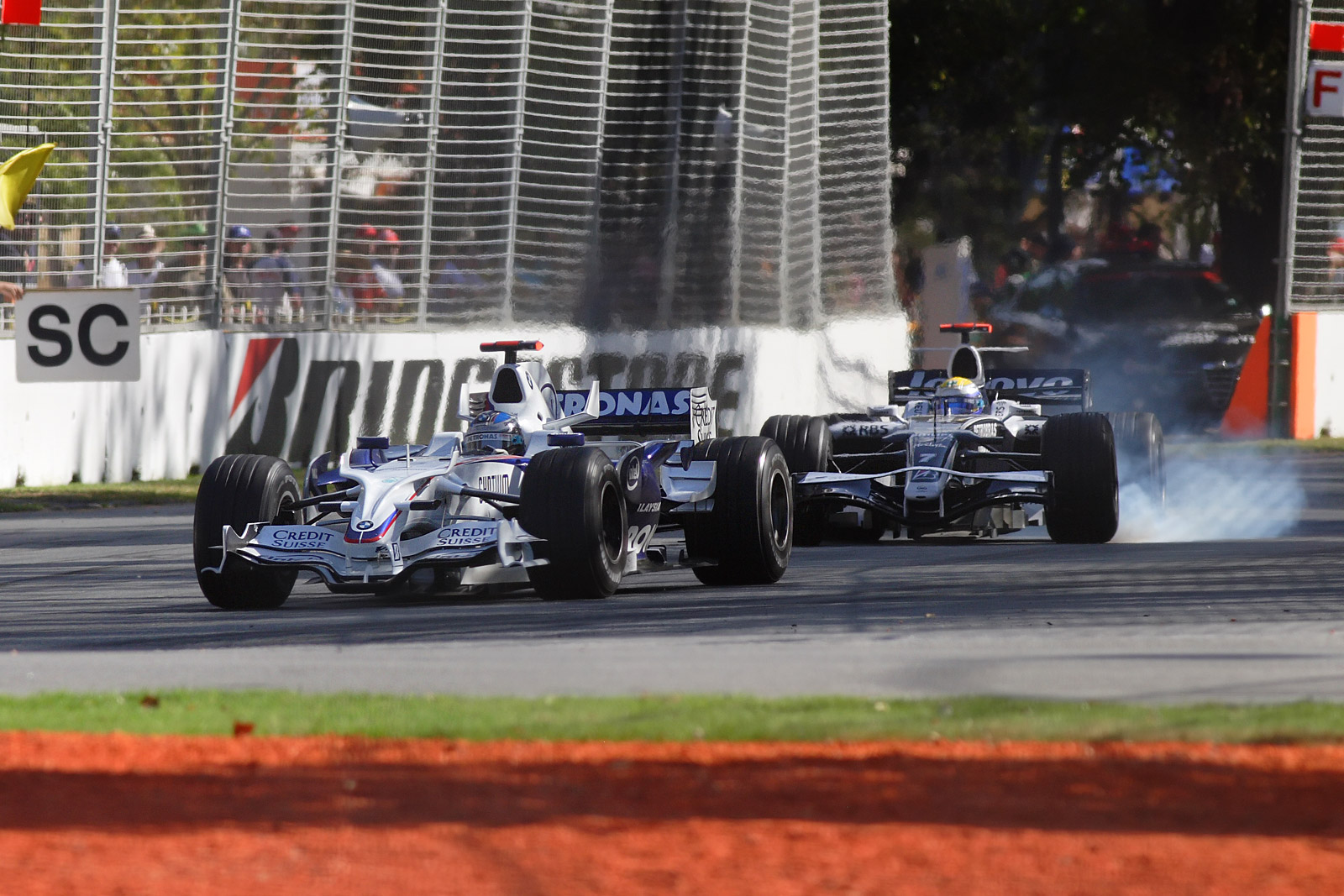
Heidfeld második, Rosberg harmadik lett a versenyen

A rajt után Hamilton, Kubica és Kovalainen megtartották pozíciójukat, Massa viszont, feltehetően a kipörgésgátló hiánya miatt, az első kanyarkombinációban kipördült és falnak koccant. Még ebben a kanyarban kiesett Fisichella, Davidson, Vettel és Button, miután egymásnak ütköztek. Räikkönen remek rajtot vett, és nem sokkal az indulás után a nyolcadik helyen autózott. A baleset után bejött a biztonsági autó, Massa és Nakadzsima kiálltak a boxba új első légterelőért. A biztonsági autós időszak után Hamilton folyamatosan távolodott Kubicától, Räikkönen Rubens Barrichello mögé érkezett, akit azonban csak a 19. körben tudott megelőzni. Először Robert Kubica állt ki a boxba, majd őt követte a két McLaren és Heidfeld. A 26. körben, amikor Massa Coulthardot előzte, összeütköztek, a skót versenyző a kavicságyba került, Massa folytatni tudta a versenyét. Miután másodszorra is kiállt a biztonsági autó, Räikkönen Kovalainent próbálta megelőzni, ám a poros íven történő fékezés után Ferrarijával kicsúszott. Vissza tudott jönni a pályára, de sok helyet veszített. Még ebben a körben Massa és Szató kiesett műszaki hiba miatt. Räikkönen, amikor Glockot próbálta megelőzni, autójának bal hátsó kereke a hozzáért a pályát szegélyező fűhöz, és azonnal kicsúszott. Nem sokkal később mégis meg tudta előzni Glockot, miután a német egy kanyarban történő kicsúszás után összetörte az autóját. Emiatt harmadszorra is bejött a biztonsági autó. Ezalatt Rubens Barrichello pont akkor volt a boxban, amikor az le volt zárva, ezért később 10 másodperces stop-and-go büntetést kapott, a verseny után pedig diszkvalifikálták, mert piros lámpánál hagyta el a boxutcát. Nakadzsima eközben hátulról beleütközött Kubica autójába. A lengyel emiatt feladni kényszerült a versenyt, Nakadzsima viszont egy boxkiállás után folytatni tudta azt. Räikkönen Ferrarija 4 körrel, Bourdais Toro Rossója 3 körrel a verseny vége ment tönkre üzemanyagnyomás-vesztés, illetve motorhiba miatt. Az utolsó előtti körben Kovalainen megelőzte Alonsót, aki azonban a célegyenesben visszaelőzte őt. A versenyt Lewis Hamilton nyerte, Heidfeld második, Rosberg harmadik lett. Alonso a negyedik, Kovalainen az ötödik, Kazuki Nakadzsima hatodik lett. Kiesett, de hetedik lett Bourdais és nyolcadik Räikkönen.
A verseny után Nakadzsima baleset okozásáért 10 helyes rajtbüntetést kapott a rá következő maláj nagydíjon.
| Helyezés | Rajthely | #  | Versenyző             | Csapat/Motor        | Kör | Idő/Kiesés oka   | Pont |
| -------- | -------- | -- | --------------------- | ------------------- | --- | ---------------- | ---- |
| 1        | 1        | 22 | Lewis Hamilton        | McLaren-Mercedes    | 58  | 1h34:50.616      | 10   |
| 2        | 5        | 3  | Nick Heidfeld         | BMW Sauber          | 58  | +5.478           | 8    |
| 3        | 7        | 7  | Nico Rosberg          | Williams-Toyota     | 58  | +8.163           | 6    |
| 4        | 11       | 10 | Fernando Alonso       | Renault             | 58  | +17.181          | 5    |
| 5        | 3        | 23 | Heikki Kovalainen     | McLaren-Mercedes    | 58  | +18.014          | 4    |
| 6        | 10       | 8  | Nakadzsima Kazuki*    | Williams-Toyota     | 57  | +1 kör           | 3    |
| 7        | 13       | 14 | Sébastien Bourdais*** | Toro Rosso-Ferrari  | 55  | Motorhiba        | 2    |
| 8        | 17       | 1  | Kimi Räikkönen***     | Ferrari             | 53  | Motorhiba        | 1    |
| Kiesett  | 2        | 4  | Robert Kubica         | BMW Sauber          | 47  | Ütközés          |      |
| Kiesett  | 18       | 12 | Timo Glock            | Toyota              | 43  | Baleset          |      |
| Kiesett  | 19       | 18 | Szató Takuma          | Super Aguri-Honda   | 32  | Váltóhiba        |      |
| Kiesett  | 20       | 6  | Nelson Piquet Jr.     | Renault             | 30  | Baleseti sérülés |      |
| Kiesett  | 4        | 2  | Felipe Massa          | Ferrari             | 29  | Motorhiba        |      |
| Kiesett  | 8        | 9  | David Coulthard       | Red Bull-Renault    | 25  | Ütközés          |      |
| Kiesett  | 6        | 11 | Jarno Trulli          | Toyota              | 19  | Elektronika      |      |
| Kiesett  | Box      | 20 | Adrian Sutil          | Force India-Ferrari | 8   | Hidraulika       |      |
| Kiesett  | 14       | 10 | Mark Webber           | Red Bull-Renault    | 0   | Ütközés          |      |
| Kiesett  | 12       | 16 | Jenson Button         | Honda               | 0   | Ütközés          |      |
| Kiesett  | 21       | 19 | Anthony Davidson      | Super Aguri-Honda   | 0   | Ütközés          |      |
| Kiesett  | 9        | 15 | Sebastian Vettel      | Toro Rosso-Ferrari  | 0   | Ütközés          |      |
| Kiesett  | 16       | 21 | Giancarlo Fisichella  | Force India-Ferrari | 0   | Ütközés          |      |
| Kizárva  | 10       | 17 | Rubens Barrichello**  | Honda               | 58  | Kizárva          |      |

* Nakadzsima Kazukit vétkesnek ítélték a Robert Kubicával való ütközésben, ezért a következő, maláj nagydíjon 10 helyes rajtbüntetést kap.
** Rubens Barrichellót a verseny befejezése után kizárták, amiért a biztonsági autó ideje alatt (amíg nem volt nyitva a bokszutca) bent tartózkodott és a piros lámpa ellenére kihajtott a pályára. A hatodik hely utáni helyezettek tehát eggyel feljebb végeztek.
***Sébastien Bourdais és Kimi Räikkönen nem fejezte be a versenyt, de teljesítették a futam 90%-át így megkapják a 7., illetve a 8. helyért járó pontokat.

## A világbajnokság élmezőnyének állása a futam után
| H | Versenyzők         | Pont | H | Konstruktőrök      | Pont |
| - | ------------------ | ---- | - | ------------------ | ---- |
| 1 | Lewis Hamilton     | 10   | 1 | McLaren-Mercedes   | 14   |
| 2 | Nick Heidfeld      | 8    | 2 | Williams           | 9    |
| 3 | Nico Rosberg       | 6    | 3 | BMW Sauber         | 8    |
| 4 | Fernando Alonso    | 5    | 4 | Renault            | 5    |
| 5 | Heikki Kovalainen  | 4    | 5 | Toro Rosso-Ferrari | 2    |
| 6 | Nakadzsima Kazuki  | 3    | 6 | Ferrari            | 1    |
| 7 | Sébastien Bourdais | 2    | 7 |                    |      |
| 8 | Kimi Räikkönen     | 1    | 8 |                    |      |

## Statisztikák
Vezető helyen:
- Lewis Hamilton : 50 (1-17 / 22-42 / 47-58).
- Heikki Kovalainen : 8 (18-21 / 43-46).

Lewis Hamilton 5. győzelme, 7. pole pozíciója, Heikki Kovalainen 1. leggyorsabb köre.
- McLaren 157. győzelme.
- Első futam: Sébastien Bourdais, Nelson Piquet Jr.
- Első dobogós hely: Nico Rosberg
- Első pontszerző hely: Nakadzsima Kadzuki, Sébastien Bourdais
- Első leggyorsabb kör: Heikki Kovalainen
- Rubens Barrichello kizárásával mindössze hat versenyző fejezte be a futamot. Az 1996-os Formula–1 monacói nagydíj óta, amikor 3-an értek célba, a 2005-ös Formula–1 amerikai nagydíjjal holtversenyben ezen a nagydíjon jutottak el a célig a legkevesebben.
- Az 1994-es portugál nagydíj óta először először fordult elő, hogy nem volt a mezőnyben egy Schumacher sem.
- A Formula–1 történetében először fordult elő, hogy a három dobogós versenyző mindegyike F–3000-es, vagy GP2-es bajnok volt.